# Poletkowci
Poletkowci (bułg. Полетковци) – wieś w północno-zachodniej Bułgarii, w obwodzie Widin, w gminie Kuła. Według danych szacunkowych Ujednoliconego Systemu Ewidencji Ludności oraz Usług Administracyjnych dla Ludności, 15 grudnia 2018 roku miejscowość liczyła 45 mieszkańców.